# Литл-Колонсей
Литл-Ко́лонсей (англ. Little Colonsay, гэльск. Colbhasa Beag) — необитаемый остров в архипелаге Внутренние Гебридские острова, административно входит в область Аргайл-энд-Бьют, Шотландия, Великобритания.
Остров имеет условно круглую форму, его размер составляет примерно 1250 на 850 метров, площадь — 0,88 км², наивысшая точка — 61 метр над уровнем моря. Сложен из базальтовых пород, является одним из 40 островов, относящихся к Национальной научной зоне Лох-На-Кил.
В 1841 году население острова составляло 16 человек в двух домохозяйствах, но уже в 1846 году юристом Фрэнсисом Уильямом Кларком, который был ярым сторонником идеи депортации шотландских горцев, владельцем других островов в районе, в частности, Гометра и Алва, жители были выселены. Переписи 1891 и 1931 года сообщают о двух жителях на острове — в начале XX века там жил фермер Джон Макколам с семьёй, но им пришлось покинуть его в связи со вспышкой чумы, которую разносили многочисленные крысы.
По состоянию на начало 2014 года остров необитаем с 1940-х годов и принадлежит виконту Michael Hare, 2nd Viscount Blakenham. Его дочь, Крессида Коуэлл, в детстве проводила каждое лето на Литл-Колонсее, она считает Внутренние Гебридские острова одним из самых красивых мест на Земле, где «можно увидеть драконов над головой» — с 2003 года выходят её книги «Как приручить дракона».